# Macropathus acanthocera
Macropathus acanthocera är en insektsart som först beskrevs av Alexander William Milligan 1926.  Macropathus acanthocera ingår i släktet Macropathus och familjen grottvårtbitare. Inga underarter finns listade i Catalogue of Life.